# Dustforce
Dustforce es un juego de plataformas desarrollado por Hitbox Team.  El juego se lanzó el 17 de enero de 2012 para Microsoft Windows en Steam y se planea lanzarse a en Mac Os X.
En este juego el jugador controla a uno de los cuatro barrenderos que tienen como misión limpiar un mundo lleno de suciedad. Los personajes tienen habilidades más propias de un ninja que les permitirán cumplir su cometido, limpiando distintos rincones y liberando de la suciedad a las criaturas que ahí viven.
El juego se compone de más de 50 niveles donde se púntua según el tiempo y la cantidad de suciedad limpiada.

## Jugabilidad
La manera de jugar a este juego es parecida a Super Meat Boy, ya que se basa en la habilidad del jugador de avanzar caminando por las paredes o usando saltos dobles en pantallas.
Al acabar un nivel se muestra la puntuación del usuario y se dan dos notas que puede ser, de menor a mayor, F, E, D, C, B, A, S. Las dos notas se basan en:
- Completion. Valora el porcentaje de suciedad eliminado del nivel.
- Finesse. Valora el tiempo con el que se ha acabado el nivel y las veces que se vacía el "combo meter".

El combo meter es una barra que se llena según se limpian más cosas seguidas y multiplica la puntuación. Si se pasa mucho tiempo sin limpiar se resetea.
A los niveles de Dustforce se accede a través de unas puertas que encontramos en la pantalla de inicio, que es como un nivel más grande. Algunas de estas puertas tienen cerraduras que pueden abrirse con llaves que se obtienen al acabar un nivel con una puntuación de doble S.

## En línea y Multijugador
Las puntuaciones de Dustforce se suben a un ranking mundial, donde se pueden ver las repeticiones de las partidas.
El juego incluye un modo multijugador local para hasta 4 jugadores con el modo Supervivencia y Rey de la colina.
- Wikimedia Commons alberga una categoría multimedia sobre Dustforce.

- Datos: Q4037709
- Multimedia: Dustforce / Q4037709